# Popup
Az előugró ablak vagy popup, pop-up (angol: „felugró”, e. kb. ~ popáp) a különböző számítógépes programokban felugró ablakok közös elnevezése. Legismertebb formái a webböngészőkben felugráló ablakok, melyekben rendszerint nem kívánt reklámok vannak. Több program is létezik, amely a popupokat blokkolja, sok böngészőbe ez alapból be van építve. Van pop-under ablak is, ami a böngészőablak alatt nyílik meg, és csak akkor látható, amikor már becsuktuk a böngészőablakot. Ez egy fokkal kevésbé idegesítő.
A popupokat általában JavaScripttel hozzák létre.
Kb. 14 000 popup közül egyre kattintanak rá az emberek. 
A popupok helyes alkalmazása esetén viszont könnyen irányíthatók a látogatók. Nem véletlen, hogy szinte az összes online marketinggel foglalkozó szakember honlapján megtalálhatók ezek az eszközök. Ha egy popup rosszul van összeállítva és tulajdonságait sem lehet változtatni, akkor valóban a becsukásra ösztönöz, de létezik olyan popup, ami mérhetően növeli a feliratkozási konverziót.

## Popup-ok ellen védelmet nyújtó böngészők
- Gecko-alapú böngészők
- Internet Explorer (csak Windows XP SP2 mellett)
- Opera
- Safari
- America Online 9.0
- Konqueror
- Mozilla Firefox 2.0
- Google Chrome

## Lásd még
- Reklámprogram, Kémprogram, malware
- spam, junk mail
- popunder

## Külső hivatkozások
- Popup-tesztelő oldal